# Madame Curie (película de 1943)
Madame Curie es una película biográfico dramática de 1943 producida por Metro-Goldwyn-Mayer, dirigida por Mervyn LeRoy, y que relata la vida de los científicos Marie Curie y Pierre Curie, protagonizados por Greer Garson y Walter Pidgeon, respectivamente. El guion, adaptado de la obra Madame Curie escrita por Ève Curie, hija de los científicos, fue escrito por Paul Osborn, Paul H. Rameau y Aldous Huxley, este último sin acreditar.
La película marca la cuarta colaboración conjunta de Garson y Pidgeon, que ya habían trabajado anteriormente en la multipremiada La señora Miniver el año anterior, contando además con las actuaciones de Robert Walker, Henry Travers, Albert Bassermann y May Whitty. Madame Curie sería nominada a siete Premios Óscar, de los cuales no logró ningún galardón. Se encuentra enlistada como la n.º 98 de las 100 películas estadounidenses más inspiradoras por el American Film Institute.
En varias versiones exhibidas posterior a su estreno, muchos de los aspectos científicos de la película fueron cortados o editados por completo. Turner Classic Movies lo ha mostrado sin editar a los 124 minutos.

## Trama
Marie Sklodowska (Greer Garson) es una pobre e idealista estudiante polaca que vive en París y estudia en la Sorbona. Descuidando su salud, un día se desmaya durante una clase del Profesor Perot (Albert Bassermann) quien, compresivamente, y al descubrir que no tiene amigos o familiares en París, la invita a una velada que su mujer está haciendo para el cuerpo docente de la facultad. Entre los muchos invitados se encuentra el físico Pierre Curie (Walter Pidgeon), un hombre extremadamente tímido y distraído que se dedica completamente a su trabajo. Con recomendación de Perot, permite a Marie compartir su laboratorio para que ella finalice sus investigaciones, y descubre que ella posee mucho talento. Horrorizado, luego que ella le informa que planea regresar a Polonia para enseñar después de su graduación, en lugar de dedicar su vida a seguir con sus investigaciones, Pierre decide invitarla a pasar unos días a la casa de campo de su familia. Tanto Marie como Pierre tienden a concentrarse tanto en la ciencia, en la medida en que no se dan cuenta hasta el último minuto en que se enamoran. Incluso cuando Pierre le pide a Marie que sea su esposa, lo hace en términos de razón, lógica y química.
Fascinada por una demostración que vio como estudiante, de una roca de pechblenda que parece generar suficiente energía para tomar pequeñas fotografías, Marie decide hacer de la energía de la roca el tema de su estudio de doctorado. Las medidas que toma no parecen sumar, y decide que debe haber un tercer elemento radiactivo en la roca, además de los dos que ella sabe que están allí. En medio de discutir esto, ella le revela a la familia de Pierre que está embarazada.
El departamento de física de la Sorbona se niega a financiar su investigación sin más pruebas de la existencia del elemento, pero les permite utilizar un viejo cobertizo en ruinas que se encuentra en el patio adjunto al edificio de física. A pesar de sus desventajas, importan ocho toneladas de mineral de pechblenda y lo cocinan para buscar el elemento que llaman «radio». A pesar de la incapacidad de separar el radio puro, saben que definitivamente hay algo allí, ya que en las manos de Marie comienzan a aparecer quemaduras. Luego de un tedioso método de cristalización, logran finalmente llegar al radio puro y descubrir el nuevo elemento.
Ahora mundialmente famosos, van de vacaciones a descansar después de variadas conferencias de prensa y la obtención del Premio Nobel de Física. La universidad les otorga un nuevo laboratorio; antes de su dedicación, Marie le muestra su nuevo vestido, inspirando a Pierre a obsequiarle un par de aretes. Mientras camina a casa bajo la lluvia, distraídamente cruza la calle frente a un vagón de reparto y es fatalmente atropellado. Marie, con un fuerte choque emocional, es aconsejada por el Profesor Perot para que prosiga su trabajo.
Veinticinco años después, Marie, envejecida, pronuncia un discurso en la celebración del aniversario del descubrimiento del radio, expresando su creencia de que la ciencia es el camino hacia un mundo mejor.

## Elenco

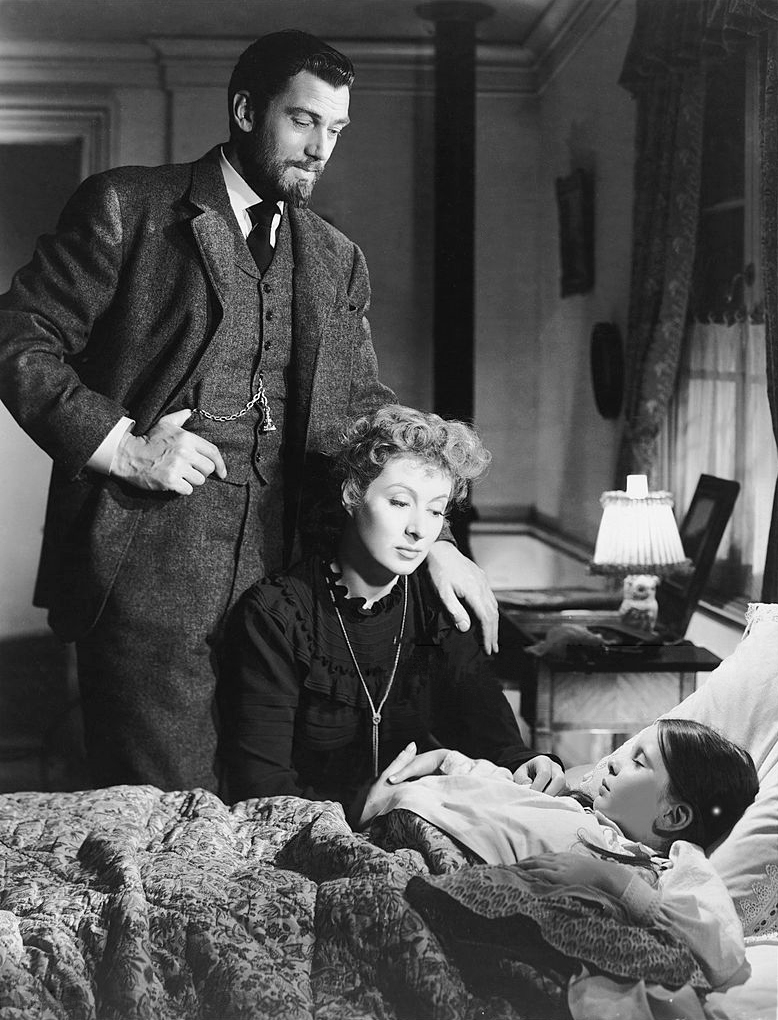
Imagen promocional del film. De izquierda a derecha: Walter Pidgeon, Greer Garson y Margaret O'Brien.
Life, Vol. 16, n.º 14; 3 de abril de 1944.

| - Greer Garson – Marie Curie - Walter Pidgeon – Pierre Curie - Henry Travers – Eugene Curie - Albert Bassermann – Profesor Jean Perot - Robert Walker – David Le Gros - C. Aubrey Smith – Lord Kelvin - May Whitty – Madame Eugene Curie | - Victor Francen – Rector de la universidad - Elsa Bassermann – Madame Perot - Reginald Owen – Dr. Henri Becquerel - Van Johnson – Periodista - Margaret O'Brien – Irene Curie (5 años) - James Hilton – Narrador (voz) |

## Producción
Universal Studios compró rápidamente los derechos del libro de Ève Curie, con Irene Dunne en mente para interpretar a Marie. Dunne viajó a Europa y se reunió con Ève Curie para discutir el proyecto, pero Universal vendió la propiedad a Metro-Goldwyn-Mayer unos años más tarde. En marzo de 1938, Anita Loos contactó a Aldous Huxley, quien luego se mudó a Hollywood, diciendo que lo pondría en contacto con MGM para un contrato como guionista. Madame Curie fue originalmente planeada para su producción en 1941, protagonizada por Greta Garbo y dirigida por George Cukor. Sin embargo, MGM finalmente rechazó el guion de Huxley para Madame Curie como "demasiado literario", y después del éxito de Garbo en Ninotchka, MGM quería que protagonizara otra comedia romántica. El proyecto fue archivado y Garbo renunció a MGM en 1942.
Mervyn LeRoy reemplazó a Albert Lewin en la dirección, quien fue despedido poco antes de que comenzara la producción.
Si bien la película posee momentos de ficción para producir efectos dramáticos, la trama logró adherirse a los hechos más que la mayoría de las películas biográficas de las décadas de 1930 y 1940. Madame Curie omite por completo cualquier mención de la familia de Marie en París, incluida su hermana Bronislawa, una obstetra, con quien ella era muy cercana. Prácticamente no se menciona la intensa devoción de Marie por la política y la independencia de su Polonia natal.
El novelista James Hilton fue el narrador de esta película.

## Recepción

### Recaudación
De acuerdo a los archivos de Metro-Goldwyn-Mayer, la película reunió un total de US$2.575.000 en Estados Unidos y Canadá, y un total de US$2.035.000 en el resto del mundo.

### Nominaciones
En la 16.ª ceremonia de los Premios Óscar, Madame Curie fue nominada en siete categorías, pero sin obtener premios en ninguna.
| Año  | Categoría                                              | Receptor                                                                                    | Resultado |
| ---- | ------------------------------------------------------ | ------------------------------------------------------------------------------------------- | --------- |
| 1943 | Película sobresaliente                                 | Metro-Goldwyn-Mayer                                                                         | Nominada  |
| 1943 | Mejor actor                                            | Walter Pidgeon                                                                              | Nominado  |
| 1943 | Mejor actriz                                           | Greer Garson                                                                                | Nominada  |
| 1943 | Mejor dirección de arte (blanco y negro)               | Cedric Gibbons y Paul Groesse (dirección de arte); Edwin B. Willis y Hugh Hunt (decoración) | Nominados |
| 1943 | Mejor fotografía (blanco y negro)                      | Joseph Ruttenberg                                                                           | Nominado  |
| 1943 | Mejor banda sonora de una película dramática o comedia | Herbert Stothart                                                                            | Nominado  |
| 1943 | Mejor sonido                                           | Departamento de sonido de Metro-Goldwyn-Mayer (Douglas Shearer, director de sonido)         | Nominado  |

El American Film Institute ha enlistado a Madame Curie como 98.ª de las películas estadounidenses más inspiradoras, y nominó al papel de Marie Curie como uno de los héroes del cine estadounidense, sin ser incorporada en el listado final.